# Louis Kuhne

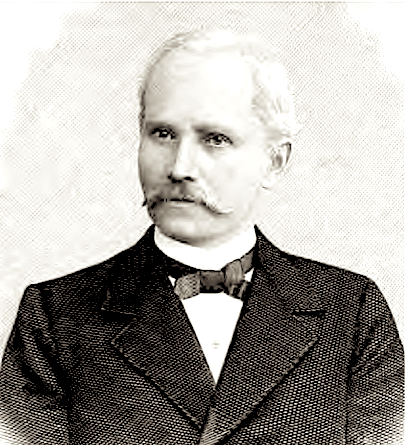
Louis Kuhne

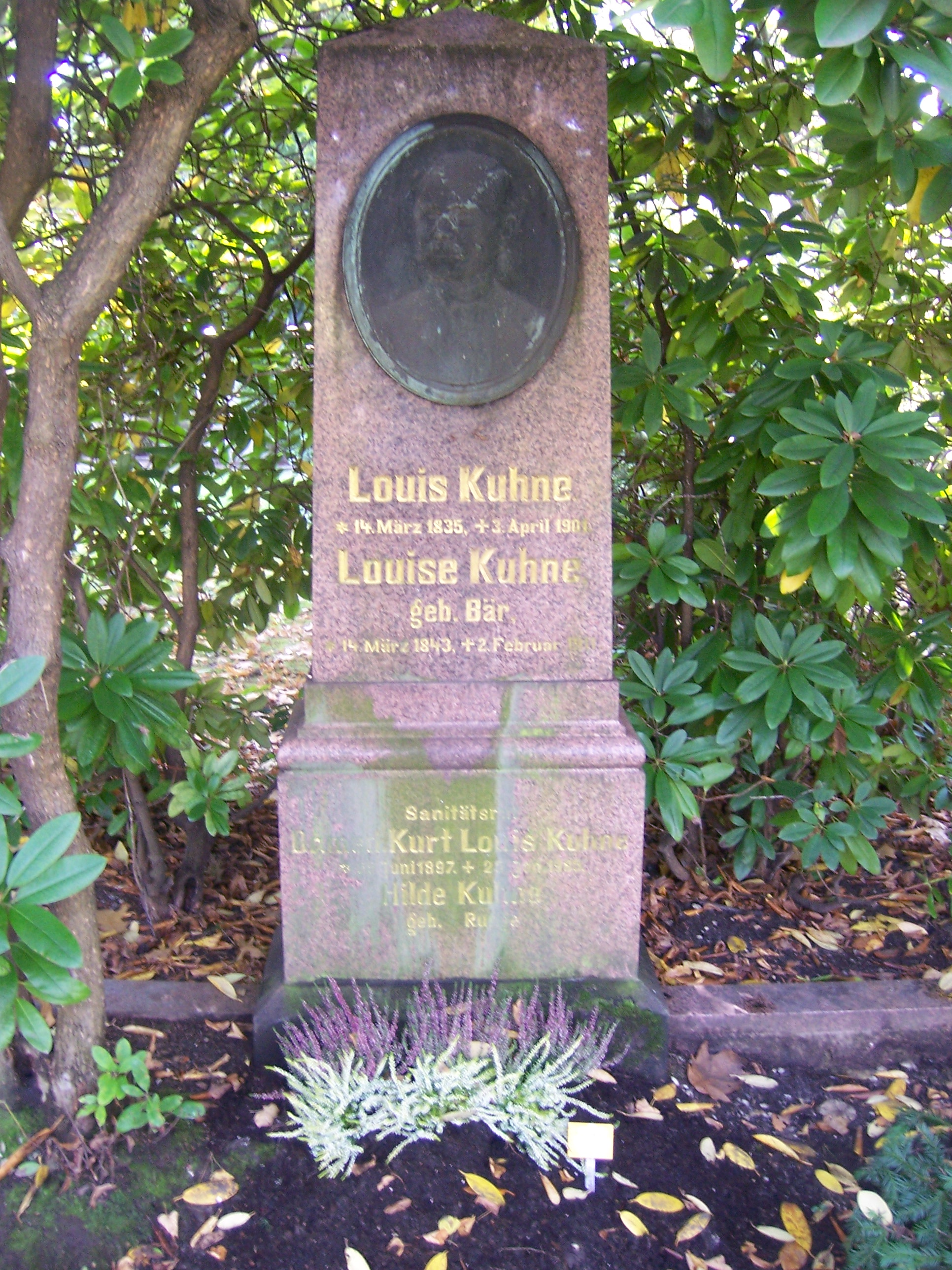
Grabstätte Louis Kuhne auf dem Südfriedhof in Leipzig

Louis Kuhne (* 14. März 1835 in Lössen bei Delitzsch / Sachsen; † 4. April 1901 in Leipzig) war ein deutscher Naturheilkundler in der Nachfolge von Theodor Hahn und Zeitgenosse von Sebastian Kneipp und wie diese ein Vertreter der Hydrotherapie. Er war angeblich der Erfinder des Sitzreibebades.

## Wirken
Kuhne war ein Anhänger des Vegetarismus und lehnte die Verwendung von Speisesalz und Zucker generell als schädlich ab. Nach seiner Auffassung basierten alle Krankheiten letztlich auf einem Zustand, den er als Toxemie bezeichnete, eine von ihm angenommene Selbstvergiftung des Körpers durch nicht ausgeschiedene Gifte und Abfallstoffe. Das führe zur krankhaften Veränderung von Organen. Diese Theorie legte er in seinem Werk Die neue Heilwissenschaft dar. Vor allem eine mangelhafte Verdauung mit Verstopfung sah er als Auslöser vieler Leiden an.
1883 gründete Kuhne in Leipzig ein eigenes Behandlungszentrum, wo er verschiedene Methoden der Hydrotherapie anwandte. Das Sitzreibebad, bei dem der Patient sich in einer Wanne mit kaltem Wasser etwa zehn Minuten lang die Genitalien abrieb, sollte dazu dienen, die im Körper angesammelten Giftstoffe in Richtung des Darms zu bewegen, von wo sie später ausgeschieden werden könnten.

## Sitzreibebad
Der Laienheiler Kuhne selbst gibt in Die neue Heilwissenschaft eine genaue Beschreibung des Sitzreibebades für Frauen und Männer, wobei eine Fußbank in die Wanne gestellt und diese bis zur Höhe der Sitzfläche mit kaltem Wasser gefüllt wird. „Die Badende setzt sich alsdann (…), taucht ein grobes leinenes Tuch (…) in das darunter befindliche Wasser und beginnt nun, mit jenem Tuche möglichst viel Wasser heraufholend, den Geschlechtsteil sanft zu waschen. Kein anderer Körperteil kommt mit dem Wasser in Berührung. Es sei besonders betont, dass diese Waschung nur die äusseren, nicht etwa die inneren Schamteile treffen, und dass kein scharfes Hin- und Herscheuern, sondern nur ein sanftes Waschen mit möglichst vielem Wasser stattfinden soll. (…) Die Temperatur des Wassers für das Reibesitzbad sei so kalt, wie die Natur es bietet (8–12 °R. = 10–14 °C) (…). Die Dauer jenes Bades ist 10–60 Minuten, je nach dem Alter und dem Kräftezustand der Patienten. (…) Bei den Männern (…) wird der äussere Rand d. h. die Spitze der Vorhaut unterm Wasser gewaschen. Der Badende hält am besten mit Mittel- und Zeigefinger (…) die vorgezogene Vorhaut vor der Spitze der Eichel zusammen, so dass letztere von der Vorhaut völlig bedeckt ist und wäscht nun leise unterm kalten Wasser fortwährend mit einem Jute- oder Leinentuche in Taschentuchgrösse, welches er in der rechten Hand unter Wasser hält, die äusserste Spitze oder die äusserste Kante der vorgezogenen Vorhaut.“
Die gewählten Körperstellen seien für das Sitzreibebad deshalb besonders geeignet, weil hier die meisten Nerven zusammenliefen, so dass auf diese Weise das gesamte Nervensystem des Organismus positiv beeinflusst werden könne.

## Schriften
- Die neue Heilwissenschaft oder die Lehre von der Einheit der Krankheiten. Eigenverlag Leipzig 1883; Neuauflagen 1891 (Bis 1936 insgesamt 123 Auflagen)
- Kindererziehung: Ein Mahnruf und Ratgeber für Eltern und Erzieher. Leipzig 1892.
- Bin ich gesund oder krank? Ein Prüfstein und Ratgeber für jedermann. Selbstverlag, Leipzig 1894.
- Cholera, Brechdurchfall und ähnliche Krankheiten, deren Entstehung, arzneilose Behandlung und Heilung. Selbstverlag, Leipzig 1894.
- Lehrbuch der Gesichtsausdruckskunde. Leipzig 1899.